# پهن‌نوک‌وارگان
پهن‌نوک‌وارگان (به لاتین: Eurylaimides) (پرندگان نیمه‌آوازخوان جهان قدیم) یک دسته از پرندگان گنجشک‌سان است که در مناطق گرمسیری اطراف اقیانوس هند و یک گونه آمریکایی به نام رنگینک نوک‌پهن پراکنده شده‌اند. این گروه به پنج خانواده از خانواده‌هایی که در اینجا فهرست شده‌اند، آنهایی هستند که توسط اتحادیه بین‌المللی پرنده‌شناسان (IOC) به رسمیت شناخته شده‌اند.
- Philepittidae: اَسیتی‌ها
- Eurylaimidae: پهن‌نوکان نمادین
- Calyptomenidae: پهن‌نوک‌های آفریقایی و پهن‌نوک‌های سبز
- Sapayoidae: رنگینک نوک‌پهن (ساپایوآ)
- پیتایان (Pittidae): پیتاها